# Séguidille
Séguidille est une mélodie pour voix et piano de Claude Debussy composée en 1882 sur un poème de Théophile Gautier.

## Présentation
Séguidille, à l'incipit « Un jupon serré sur les hanches », est composé fin 1882, sur un texte de Théophile Gautier extrait du recueil España (publié pour la première fois en 1845),.
La mélodie, dédiée à Mme Vasnier, soprano colorature et première muse du compositeur, est, avec 218 mesures, la plus longue du corpus des mélodies du compositeur,.
Le poème respecte la forme populaire de la séguedille espagnole avec refrain et couplet où alternent quatrains pour les couplets et tercet pour le refrain. La partition s'ouvre sur plus d'une trentaine de mesures de trilles et d’ornements à la partie vocale, en vocalises. Musicalement, Debussy s'approprie « certaines formules rythmiques et mélodiques de caractère hispanisant qu'il emprunte notamment à la pièce éponyme de Carmen [de Bizet], mais également à d'autres passages de l'opéra ».
La durée moyenne d'exécution de la pièce est d'un peu plus de quatre minutes environ.
Dans le catalogue des œuvres du compositeur établi par le musicologue François Lesure, Séguidille porte le numéro L 44 (14).

## Discographie
- Claude Debussy : intégrale des mélodies, 4 CD, Liliana Faraon et Magali Léger (sopranos), Marie-Ange Todorovitch (mezzo-soprano), Gilles Ragon (ténor), François Le Roux (baryton), Jean-Louis Haguenauer (piano), Ligia Digital, 2014[7],[8].
- Debussy Songs vol. 4, Lucy Crowe (en) (soprano), Malcolm Martineau (piano), Hyperion Records CDA68075, 2018.
- Claude Debussy : The complete works, CD 19, Liliana Faraon (soprano), Jean-Louis Haguenauer (piano), Warner Classics, 2018[9].